# 드래곤 슬레이어
《드래곤 슬레이어》(Dragon Slayer, ドラゴンスレイヤー)는 니혼 팔콤이 제작한 일련의 비디오 게임 시리즈이다. 팔콤 사에 근무한 게임 제작자 키야 요시오가 디자인했다. 1984년에 NEC PC-88로 발매된 최초의 작품 《드래곤 슬레이어》는 게임사상 초기의 액션 롤플레잉 게임으로, 이후 일본의 게임사들이 제작한 RPG 게임들에 큰 영향을 미쳤다. 발매 후 성공을 발판삼아 스퀘어가 MSX 이식판을 발매했다.
이후 《드래곤 슬레이어》 시리즈는 키야 요시오의 감수 하에 어드벤처, 플랫폼, 오픈 월드, 실시간 전략 등 여러 장르를 걸쳐 형태를 바꿔가며 후속작을 선보였다. 《영웅전설》같은 일부 작품들은 자체의 후속작이 개발되면서 개별의 시리즈로 진화했다. 게임 사운드트랙에는 코시로 유조와 팔콤 사운드 팀 JDK가 참여했다. 여러 가지 새로운 아이디어를 도입하는 데에 주저하지 않은 《드래곤 슬레이어》는 일본 게임사 전체에 지대한 영향을 끼쳤으며, 액션 롤플레잉 장르를 개척한 선구자적 작품으로 여겨진다.

## 게임 목록
- 《드래곤 슬레이어》 (1984)
- 《제너두》 (1985)
- 《로맨시아》 (1986)
- 《드래슬레 패밀리》 (1987)
- 《소서리안》 (1987)
- 《영웅전설》 (1989)
- 《로드 모나크》 (1991)
- 《바람의 전설 재너두》 (1994)